# Mask of Murder
Mask of Murder är en svensk-brittisk film från 1985 i regi av Arne Mattsson. I rollerna ses bland andra Rod Taylor, Valerie Perrine och Christopher Lee.

## Om filmen
Filmen spelades in under januari 1985 i Stockholm och Uppsala med Tommy Iwering producent och Tom Pinter som fotograf. Manuset skrevs av Volodja Semitjov och musiken Björn J:son Lindh.

## Handling
En psykopat mördar kvinnor i en kanadensisk by. Poliserna Rich och McLane har ingenting att gå på tills McLane skjuter en misstänkt man. För ett tag tycks mördandet ha upphört, men efter ett tag dör ytterligare ett offer.

## Rollista
- Rod Taylor – kommissarie Bob M. McLaine
- Valerie Perrine – Marianne McLaine, hans fru
- Christopher Lee – polischef Jonathan Rich
- Sam Cook – kommissarie Ray Cooper
- Terrence Hardiman – doktor Paul Crossland, psykiater
- Christine McKenna
- Cyd Hayman
- Marcus Harrison – Martin Engels, våldsmannen hos frisören
- Petrina Derrington
- Christopher Guinnes
- Frank Brennan	– Johannes Krantz, första mördaren
- Heinz Hopf – frisören
- Hjördis Petterson	– Ida Swanson, biografkassörskan
- Bill Redvers

Ej krediterade
- Johnny Quantz	– Jack Oberman, polis
- Anita Jodelsohn – Vicky Moore
- Hanna Brogren	– Ellen, mordoffer
- Ingrid Janbell
- Carol Drinkwater – Sonja, strippan, mordoffer
- Brita Billsten-Bergman – barnhemsföreståndarinnan
- Anne-Charlotte Lennartz – sköterskan
- Richard Franklin – budet
- Margreth Weivers – äldre kvinna med småbarn
- Jan Nygren – polis med gevär vid ödehuset
- Bill Randall – Alex Lawson, Sonjas lille son
- Göran Klintberg – den unge mannen på biografen
- Karin Fahlén – hans flickvän
- Gunnar Ernblad – polisaspirant med armen i band
- Anneli Martini – första mordoffret
- Lisbeth Zachrisson – andra mordoffret
- John Zacharias – den gamle mannen i filmen i filmen
- Henry Jones – polis på polisstationen

### Fotnoter
1. 1 2  ”Mask of Murder”. Svensk Filmdatabas. http://sfi.se/sv/svensk-filmdatabas/Item/?itemid=19547&type=MOVIE&iv=Basic&ref=/templates/SwedishFilmSearchResult.aspx?id%3d1225%26epslanguage%3dsv%26searchword%3dmask+of+murder%26type%3dMovieTitle%26match%3dBegin%26page%3d1%26prom%3dFalse. Läst 17 maj 2013.
2. ↑  ”Mask of Murder”. IMDb.com. http://www.imdb.com/title/tt0089561/?ref_=fn_al_tt_1. Läst 17 maj 2013.